# Chrysotus fortunatus
Chrysotus fortunatus är en tvåvingeart som beskrevs av Negrobov, Tsurikov och Maslova 2000. Chrysotus fortunatus ingår i släktet Chrysotus och familjen styltflugor. Inga underarter finns listade i Catalogue of Life.